# Komplementgraf

Ett enkelt exempel på komplementgrafer.

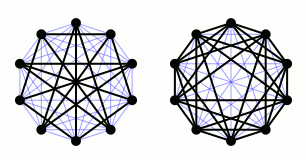
Petersens graf (vänster) och dess komplement (höger).

En komplementgraf är inom matematik, specifikt grafteori, en graf som konstrueras utifrån en given graf G genom att låta graferna ha samma nodmängd, men att två noder i komplementgrafen har en båge mellan sig om och endast om de inte har en båge mellan sig i G.

## Konstruktion
Om {\displaystyle G=(N,B)} är en graf och K består av alla delmängder av N med två element så är komplementgrafen till G:
{\displaystyle {\overline {G}}=(N,B\setminus K).}
Observera att en komplementgraf inte är detsamma som ett mängdteoretiskt komplement.

## Användning
Flera grafteoretiska koncept är varandras motsatser sett i komplementgrafer. En bågfri grafs komplementgraf är en komplett graf, en oberoende mängd i en graf blir en klick i dess komplementgraf, en triangelfri graf blir en klofri graf.